# Liste der Kulturdenkmale in Weißkeißel
In der Liste der Kulturdenkmale in Weißkeißel sind die Kulturdenkmale der sächsischen Gemeinde Weißkeißel verzeichnet, die bis April 2019 vom Landesamt für Denkmalpflege Sachsen erfasst wurden (ohne archäologische Kulturdenkmale). Die Anmerkungen sind zu beachten.
Diese Aufzählung ist eine Teilmenge der Liste der Kulturdenkmale im Landkreis Görlitz.

## Weißkeißel
| Bild                                    | Bezeichnung | Lage                                        | Datierung                                                 | Beschreibung                                                                                   | ID       |
| --------------------------------------- | --- | ------------------------------------------- | --------------------------------------------------------- | ---------------------------------------------------------------------------------------------- | -------- |
| Direkt Bild zu diesem Denkmal hochladen | Schrotholzwohnhaus | Am Braunsteich 2 (Karte)                    | Um 1700?                                                  | Mit Alterswert, baugeschichtlich und sozialgeschichtlich von Bedeutung                         | 09276474 |
| Direkt Bild zu diesem Denkmal hochladen | Schrotholzwohnhaus | Am Braunsteich 4 (Karte)                    | Vor 1850                                                  | Baugeschichtlich und sozialgeschichtlich von Bedeutung                                         | 09276475 |
| Direkt Bild zu diesem Denkmal hochladen | Wohnhaus und drei Seitengebäude eines Vierseithofes                                                                     | Am Walde 1 (Karte)                          | Um 1920 (Bauernhaus); Scheune Anfang des 20. Jahrhunderts | Baugeschichtlich und wirtschaftsgeschichtlich von Bedeutung                                    | 09276473 |
| Direkt Bild zu diesem Denkmal hochladen | Wohnhaus und zwei Seitengebäude eines Gehöfts                                                                           | Amselweg 7 (Karte)                          | Um 1920/1930                                              | Regionaltypisch in Ziegelbauweise, baugeschichtlich und wirtschaftsgeschichtlich von Bedeutung | 09276485 |
| Direkt Bild zu diesem Denkmal hochladen | Schrotholzschuppen | Braunsteichweg 2 (Karte)                    | Vor 1850                                                  | Baugeschichtlich und sozialgeschichtlich von Bedeutung                                         | 09276476 |
| Direkt Bild zu diesem Denkmal hochladen | Schrotholzwohnhaus, Schrotholzschuppen und massive Scheune eines Hofes                                                  | Braunsteichweg 9 (Karte)                    | Vor 1850                                                  | Baugeschichtlich und sozialgeschichtlich von Bedeutung                                         | 09276487 |
| Direkt Bild zu diesem Denkmal hochladen | Wohnhaus und Nebengebäude (Alte Försterei)                                                                              | Eichendamm 3 (Karte)                        | 4. Viertel 19. Jahrhundert                                | Schlackesteine, baugeschichtlich und ortsgeschichtlich von Bedeutung                           | 09276458 |
| Direkt Bild zu diesem Denkmal hochladen | Wohnhaus | Fichtenweg 1 (Karte)                        | Um 1800                                                   | Mit Lehmwänden, baugeschichtlich von Bedeutung                                                 | 09276440 |
|                                         | Denkmal für die Gefallenen des Ersten Weltkrieges                                                                       | Görlitzer Straße (Karte)                    | Nach 1918                                                 | Ortsgeschichtlich von Bedeutung                                                                | 09276465 |
| Weitere Bilder                          | Feierhalle des Friedhofs                                                                                                | Görlitzer Straße (Ortsausgang Nord) (Karte) | 1950er Jahre                                              | Baugeschichtliches Zeugnis der Nachkriegszeit                                                  | 09303919 |
| Direkt Bild zu diesem Denkmal hochladen | Schmiede | Görlitzer Straße 12 (Karte)                 | Um 1920                                                   | Klinkerbau mit Gestaltungsmerkmalen eines Industriebaus, technikgeschichtlich von Bedeutung    | 09276481 |
| Direkt Bild zu diesem Denkmal hochladen | Schrotholzhaus | Görlitzer Straße 19 (Karte)                 | 17. Jahrhundert?                                          | Mit Alterswert, baugeschichtlich und sozialgeschichtlich von Bedeutung                         | 09276464 |
| Direkt Bild zu diesem Denkmal hochladen | Schrotholzwohnhaus | Görlitzer Straße 25 (Karte)                 | Vor 1850                                                  | Teils massiv, baugeschichtlich und sozialgeschichtlich von Bedeutung                           | 09276461 |
| Direkt Bild zu diesem Denkmal hochladen | Schrotholzwohnhaus und Scheune (zum Teil Schrotholz)                                                                    | Görlitzer Straße 32 (Karte)                 | Um 1870/1880                                              | Baugeschichtlich und sozialgeschichtlich von Bedeutung                                         | 09276453 |
| Direkt Bild zu diesem Denkmal hochladen | Schrotholzwohnhaus | Görlitzer Straße 40 (Karte)                 | Um 1780/1790                                              | Giebel preußisches Fachwerk, baugeschichtlich und sozialgeschichtlich von Bedeutung            | 09276451 |
| Direkt Bild zu diesem Denkmal hochladen | Schrotholzwohnhaus mit Galerie, Scheune und zwei Seitengebäude eines Vierseithofes                                      | Görlitzer Straße 42 (Karte)                 | Um 1850                                                   | Baugeschichtlich und wirtschaftsgeschichtlich von Bedeutung                                    | 09276439 |
|                                         | Wohnhaus, Scheune und Seitengebäude eines regionaltypischen Dreiseithofes                                               | Grüner Weg 11 (Karte)                       | Um 1920                                                   | Alle Gebäude Ziegelmauerwerk, baugeschichtlich und wirtschaftsgeschichtlich von Bedeutung      | 09276498 |
| Direkt Bild zu diesem Denkmal hochladen | Schrotholzscheune | Heideweg 4 (Karte)                          | Vor 1850                                                  | Baugeschichtlich und wirtschaftsgeschichtlich von Bedeutung                                    | 09276444 |
| Direkt Bild zu diesem Denkmal hochladen | Backofen | Heideweg 6 (bei) (Karte)                    | Nach 1840                                                 | Regionaltypischer Bau, sozialgeschichtlich von Bedeutung                                       | 09276445 |
| Direkt Bild zu diesem Denkmal hochladen | Schrotholzwohnhaus | Kaupener Straße 4 (Karte)                   | Vor 1850                                                  | Teilweise verändert, baugeschichtlich und sozialgeschichtlich von Bedeutung                    | 09276462 |
| Direkt Bild zu diesem Denkmal hochladen | Backofen | Kaupener Straße 11 (Karte)                  | Vor 1900                                                  | Regionaltypischer Bau, sozialgeschichtlich von Bedeutung                                       | 09300253 |
| Direkt Bild zu diesem Denkmal hochladen | Backofen | Krauschwitzer Straße 1 (Karte)              | Vor 1900                                                  | Regionaltypischer Bau, sozialgeschichtlich von Bedeutung                                       | 09300254 |
| Direkt Bild zu diesem Denkmal hochladen | Schrotholzhaus | Krauschwitzer Straße 11 (Karte)             | Um 1850                                                   | Mit Fachwerk, baugeschichtlich und sozialgeschichtlich von Bedeutung                           | 09276496 |
| Direkt Bild zu diesem Denkmal hochladen | Wohnhaus, Seitengebäude und Schrotholzscheune eines Hofes                                                               | Krauschwitzer Straße 26 (Karte)             | Vor 1880 (Scheune); 1933 (Wohnhaus)                       | Baugeschichtlich und sozialgeschichtlich von Bedeutung                                         | 09276495 |
| Direkt Bild zu diesem Denkmal hochladen | Schrotholzwohnhaus | Lange Straße 8 (Karte)                      | Vor 1850                                                  | Baugeschichtlich und sozialgeschichtlich von Bedeutung                                         | 09276454 |
| Direkt Bild zu diesem Denkmal hochladen | Schrotholzscheune | Lange Straße 9 (Karte)                      | Um 1870                                                   | Baugeschichtlich und wirtschaftsgeschichtlich von Bedeutung                                    | 09276455 |
| Direkt Bild zu diesem Denkmal hochladen | Wohnhaus | Lange Straße 13 (Karte)                     | 1870/1880                                                 | In Lehmbauweise, baugeschichtlich und sozialgeschichtlich von Bedeutung                        | 09276457 |
| Direkt Bild zu diesem Denkmal hochladen | Schrotholzwohnhaus | Lange Straße 14 (Karte)                     | Anfang 19. Jahrhundert                                    | Mit Schwarzer Küche, baugeschichtlich und sozialgeschichtlich von Bedeutung                    | 09276456 |
| Direkt Bild zu diesem Denkmal hochladen | Schrotholzwohnhaus und drei Seitengebäude eines Vierseithofes sowie Backofenbau                                         | Lindenweg 1 (Karte)                         | Vor 1850                                                  | Baugeschichtlich und sozialgeschichtlich von Bedeutung                                         | 09276477 |
| Direkt Bild zu diesem Denkmal hochladen | Schrotholzscheune und Seitengebäude                                                                                     | Ringweg 3 (Karte)                           | Vor 1850 (Scheune); Stall bezeichnet 1865                 | Baugeschichtlich und wirtschaftsgeschichtlich von Bedeutung                                    | 09276493 |
| Direkt Bild zu diesem Denkmal hochladen | Schrotholzhaus | Ringweg 4 (Karte)                           | Um 1800                                                   | Baugeschichtlich und sozialgeschichtlich von Bedeutung                                         | 09276492 |
|                                         | Steinkreuz | Straße der Jugend (Karte)                   | 15./16. Jahrhundert                                       | Ortsgeschichtlich von Bedeutung                                                                | 09300255 |
| Direkt Bild zu diesem Denkmal hochladen | Schrotholzwohnhaus, Schrotholzscheune und Stallanbau (ebenfalls mit Schrotholzteilen) sowie Seitengebäude eines Gehöfts | Straße der Jugend 5 (Karte)                 | Vor 1850                                                  | Baugeschichtlich und wirtschaftsgeschichtlich von Bedeutung                                    | 09276463 |
| Direkt Bild zu diesem Denkmal hochladen | Wohnhaus und drei Seitengebäude eines Bauernhofes                                                                       | Straße des Fortschritts 2 (Karte)           | Um 1920                                                   | Klinkerbauten, baugeschichtlich und wirtschaftsgeschichtlich von Bedeutung                     | 09276466 |
| Direkt Bild zu diesem Denkmal hochladen | Wohnhaus | Straße des Fortschritts 12 (Karte)          | Um 1920                                                   | Klinkerbau, baugeschichtlich von Bedeutung                                                     | 09276468 |
| Direkt Bild zu diesem Denkmal hochladen | Schrotholzwohnhaus | Teichstraße 5 (Karte)                       | Vor 1850                                                  | Mit Fachwerk, baugeschichtlich und sozialgeschichtlich von Bedeutung                           | 09276480 |
| Direkt Bild zu diesem Denkmal hochladen | Wohnhaus und Schrotholzscheune                                                                                          | Teichstraße 6 (Karte)                       | Vor 1850 (Scheune); um 1880 (Wohnstallhaus)               | Baugeschichtlich und wirtschaftsgeschichtlich von Bedeutung                                    | 09276442 |
| Direkt Bild zu diesem Denkmal hochladen | Ehemaliger Gasthof und Schrotholzscheune                                                                                | Teichstraße 27 (Karte)                      | Scheune um 1850; um 1910 (Wohnhaus)                       | Baugeschichtlich und ortsgeschichtlich von Bedeutung                                           | 09276443 |
| Direkt Bild zu diesem Denkmal hochladen | Wohnhaus | Teichstraße 29 (Karte)                      | Um 1800 oder noch davor                                   | In Lehmbauweise, authentisch, baugeschichtlich von Bedeutung                                   | 09276446 |
| Direkt Bild zu diesem Denkmal hochladen | Wohnhaus und zwei Seitengebäude                                                                                         | Waldweg 1 (Karte)                           | 18. Jahrhundert                                           | Baugeschichtlich und sozialgeschichtlich von Bedeutung                                         | 09276441 |
| Direkt Bild zu diesem Denkmal hochladen | Schrotholzwohnhaus und zwei Seitengebäude eines Hofes                                                                   | Zum Floßgraben 12 (Karte)                   | Wohnhaus vor 1850; um 1900 (Seitengebäude)                | Baugeschichtlich und wirtschaftsgeschichtlich von Bedeutung                                    | 09276478 |

## Haide
| Bild                                    | Bezeichnung                                                                                               | Lage                            | Datierung                                 | Beschreibung | ID       |
| --------------------------------------- | --- | ------------------------------- | ----------------------------------------- | --- | -------- |
| Direkt Bild zu diesem Denkmal hochladen | Stellwerk                                                                                                 | (Flur 27, Flurstück 19) (Karte) | Um 1910                                   | Fahrdienstleiterstellwerk B1 am Betriebsbahnhof Weißkeißel an der Eisenbahnstrecke Berlin–Görlitz (Streckennummer 6142), eisenbahngeschichtlich von Bedeutung | 09276448 |
| Direkt Bild zu diesem Denkmal hochladen | Schrotholzwohnhaus                                                                                        | Dorfstraße 4 (Karte)            | 1750/1760                                 | Baugeschichtlich und sozialgeschichtlich von Bedeutung | 09276433 |
| Direkt Bild zu diesem Denkmal hochladen | Schrotholzhaus, Schrotholzscheune in Blockständerbauweise und weitere Schrotholzscheune eines Bauernhofes | Dorfstraße 5 (Karte)            | Vor 1840 (Wohnhaus); vor 1850 (Scheune)   | Baugeschichtlich und sozialgeschichtlich von Bedeutung | 09276431 |
| Direkt Bild zu diesem Denkmal hochladen | Schrotholzscheune und Backofen                                                                            | Dorfstraße 6 (Karte)            | Scheune um 1850                           | Baugeschichtlich und sozialgeschichtlich von Bedeutung | 09276432 |
| Direkt Bild zu diesem Denkmal hochladen | Schrotholzscheune                                                                                         | Dorfstraße 7 (Karte)            | Um 1800                                   | Teils massiv, baugeschichtlich und wirtschaftsgeschichtlich von Bedeutung                                                                                     | 09276429 |
| Direkt Bild zu diesem Denkmal hochladen | Wohnhaus, teils Schrotholz, und Scheune                                                                   | Dorfstraße 8 (Karte)            | Um 1850                                   | Baugeschichtlich und wirtschaftsgeschichtlich von Bedeutung                                                                                                   | 09276430 |
| Direkt Bild zu diesem Denkmal hochladen | Wohnhaus, Scheune und Seitengebäude eines Bauernhofes                                                     | Dorfstraße 10 (Karte)           | 1805 (Scheune); nach 1850 (Wohnhaus)      | Alle Schrotholzbauten, baugeschichtlich und wirtschaftsgeschichtlich von Bedeutung                                                                            | 09276428 |
| Direkt Bild zu diesem Denkmal hochladen | Schrotholzwohnhaus und Schrotholzscheune                                                                  | Dorfstraße 15a (Karte)          | Vor 1800                                  | Viele Details erhalten, baugeschichtlich und wirtschaftsgeschichtlich von Bedeutung                                                                           | 09276434 |
| Weitere Bilder                          | Kriegerdenkmal für die Gefallenen des Ersten Weltkrieges                                                  | Dorfstraße 20 (bei) (Karte)     | Nach 1918                                 | Ortsgeschichtlich von Bedeutung | 09300252 |
| Direkt Bild zu diesem Denkmal hochladen | Schrotholzwohnhaus                                                                                        | Dorfstraße 25 (Karte)           | Vor 1850                                  | Teils massiv, baugeschichtlich und sozialgeschichtlich von Bedeutung                                                                                          | 09276427 |
| Direkt Bild zu diesem Denkmal hochladen | Schrotholzwohnhaus                                                                                        | Dorfstraße 29 (Karte)           | Vor 1850                                  | Mit Verbretterung, baugeschichtlich und sozialgeschichtlich von Bedeutung                                                                                     | 09276436 |
| Direkt Bild zu diesem Denkmal hochladen | Wohnhaus                                                                                                  | Görlitzer Straße 49, 51 (Karte) | 1925                                      | Mit expressionistischen Einflüssen, baugeschichtlich von Bedeutung                                                                                            | 09276447 |
| Direkt Bild zu diesem Denkmal hochladen | Backofen                                                                                                  | Görlitzer Straße 50 (Karte)     | Nach 1840 (Backhaus); vor 1850 (Backofen) | Regionaltypischer Bau, sozialgeschichtlich von Bedeutung | 09276437 |
| Direkt Bild zu diesem Denkmal hochladen | Schrotholzwohnhaus                                                                                        | Weg zur Blockstelle 45 (Karte)  | Nach 1850                                 | Baugeschichtlich und sozialgeschichtlich von Bedeutung | 09276424 |

## Tabellenlegende
- Bild: Bild des Kulturdenkmals, ggf. zusätzlich mit einem Link zu weiteren Fotos des Kulturdenkmals im Medienarchiv Wikimedia Commons. Wenn man auf das Kamerasymbol klickt, können Fotos zu Kulturdenkmalen aus dieser Liste hochgeladen werden:
- Bezeichnung: Denkmalgeschützte Objekte und ggf. Bauwerksname des Kulturdenkmals
- Lage: Straßenname und Hausnummer oder Flurstücknummer des Kulturdenkmals. Die Grundsortierung der Liste erfolgt nach dieser Adresse. Der Link (Karte) führt zu verschiedenen Kartendiensten mit der Position des Kulturdenkmals. Fehlt dieser Link, wurden die Koordinaten noch nicht eingetragen. Sind diese bekannt, können sie über ein Tool mit einer Kartenansicht einfach nachgetragen werden. In dieser Kartenansicht sind Kulturdenkmale ohne Koordinaten mit einem roten bzw. orangen Marker dargestellt und können durch Verschieben auf die richtige Position in der Karte mit Koordinaten versehen werden. Kulturdenkmale ohne Bild sind an einem blauen bzw. roten Marker erkennbar.
- Datierung: Baubeginn, Fertigstellung, Datum der Erstnennung oder grobe zeitliche Einordnung entsprechend des Eintrags in der sächsischen Denkmaldatenbank
- Beschreibung: Kurzcharakteristik des Kulturdenkmals entsprechend des Eintrags in der sächsischen Denkmaldatenbank, ggf. ergänzt durch die dort nur selten veröffentlichten Erfassungstexte oder zusätzliche Informationen
- ID: Vom Landesamt für Denkmalpflege Sachsen vergebene, das Kulturdenkmal eindeutig identifizierende Objekt-Nummer. Der Link führt zum PDF-Denkmaldokument des Landesamtes für Denkmalpflege Sachsen. Bei ehemaligen Kulturdenkmalen können die Objektnummern unbekannt sein und deshalb fehlen bzw. die Links von aus der Datenbank entfernten Objektnummern ins Leere führen. Ein ggf. vorhandenes Icon  führt zu den Angaben des Kulturdenkmals bei Wikidata.